# Василије Живановић–Трашевић
Василије Живановић−Трашевић (1837−1864) био је драгачевски каменорезац из Горачића. Живео је кратко, али је иза себе оставио значајно клесарско дело.

## Живот
О животу овог каменоресца мало се зна.  Не зна се ни где се описменио. Могуће да је клесарско умеће учио код знаменитог Радосава Чикириза (1823-1864) из Ртију.
Умро је млад, „чемеран и заборављен” од потомака, у 27. години.

## Дело
Клесарио је по селима Драгачева, око Чачка, па све до Краљева и шире. Био је врстан каменорезац, препознатљив по мајсторским урезима хришћанских симбола, орнамената и епитафа читко исписаних предвуковским словима.
Споменике је израђивао у облику стубова од пешчара. Угледао се на Радосава Чикириза, али је у понечему надмашио свог учитеља, нарочито допојасним фигурама покојника које уз „опомињућу зачуђеност” зраче снагом. Посебно упечатљиво обликовао је руке - левица спуштена низ тело, а десна у речитом гесту положена на груди. Понекад је у њој раскриљена књижица на којој је уклесано „родимо се да мремо, а мремо да вечно живимо”.
Испод фигура покојника приказани су предмети који ближе одређују његово занимање. Занимљиво да је једини од драгачевских каменорезаца на два споменика уклесао рало (Самаила, Горња Краварица). 
Делови споменика (фигура покојника, натпис) били су бојени живим бојама. У дубљим урезима још су понегде присутни трагови првобитне полихромије.

### Следбеници
Чињеница да су се на његов рад угледали неки потоњи каменоресци, поготово Гајо Јовановић из Опланића (1839-1880), најречитије сведочи о инспиративности његовог дела.

## Епитафи
Споменик Живану Ђорђевићу-Трашевићу (†1842) (Горачићи – Зимоњића гробље)
Овде почива раб: божи
ЖИВАН : ЂОРЂЕ[ВИЋ]
иначе ТРАШЕВИЋ :
жител горачки
поживи 38. г.
умре 26 авгус[та] 1842 г.
бил[ег] : овај удар[и] :
син его мили василие

Споменик Јоксиму Броћићу (†1861) (Гуча) 
Овде почива раб Божии =
ИОКСИМ броћић
бившии примирителног Суда
обштине гучке преседател
а поживи 65. г. а
престависе 20-ог фебр. 1861 : год.
спомен оваи сподиже его син милиа
Радио Василије Живановић

Споменик Стевану Баралићу (†1861) (Доња Краварица, Црквине)
Овде почива раб божи
СТЕВАН баралић
Жител краварички
поживи 46 г :
умре 9. апр. 1861 г :
Билег оваи удари
супруг[а] станија
и синов[ац] мијаило его
писа и рез : Васил[ије] Живановић
из гор[ачића]

Споменик Миловану Јелушићу (†1863) (Граб, Илића-Јовичића гробље)
Овде почива раб Божии
МИЛОВАН ЕЛУШИЋ
Бивши главни трговац :
и марвенокупац : драгачевски
поживио 40 : год :
и престави [се]
у блажен[у] : вечнос[т] :
12 мар[та] 1863. г:
Оваи билег сподиж[е]
жалосн[и] отац Милић его
Писа Василије Трашевић
из Горачи[ћа]